# Casalgrasso
Casalgrasso (piemontesisch Casalgrass) ist eine Gemeinde in der italienischen Provinz Cuneo (CN), Region Piemont.

## Lage und Einwohner
Casalgrasso liegt 55 km nördlich von der Provinzhauptstadt Cuneo und 35 km südlich von Turin entfernt, am noch jungen Po. Das Gemeindegebiet umfasst eine Fläche von 17 km² und hat 1438 Einwohner (Stand 31. Dezember 2023). Zur Gemeinde zählen auch die kleinen Dörfer und Weiler Braida, Carpenetta Gamna, Carrone und Prati Solari.
Die Nachbargemeinden sind Faule, Lombriasco, Pancalieri, Polonghera und Racconigi.

## Geschichte

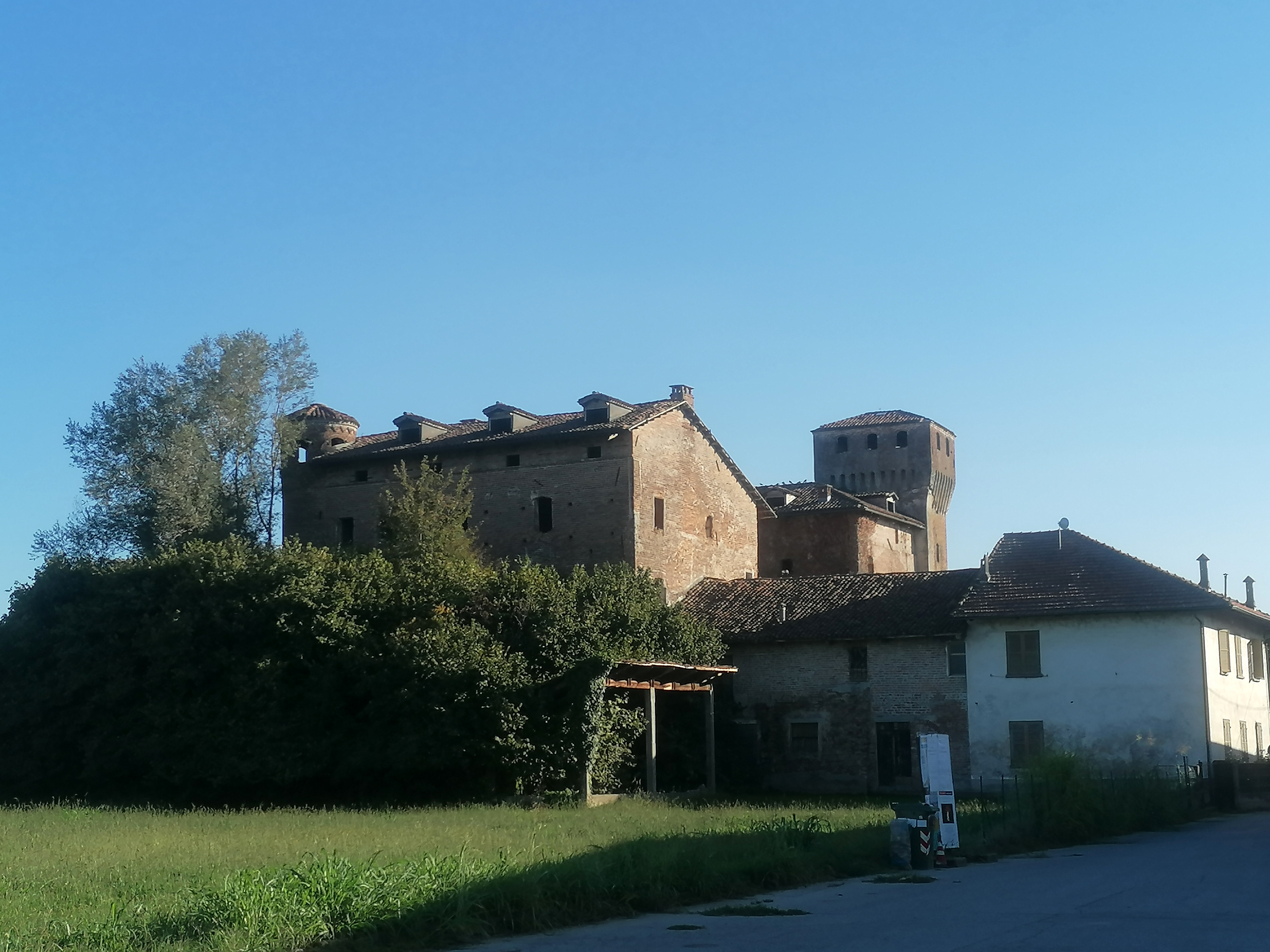
Festung Carpenetta

Der Ortsname setzt sich aus dem lateinischen Begriff CASALIS zusammen, der sich wiederum aus dem Ausdruck FUNDUS CASALIS ableitet, der auf die enge Verbindung zwischen „dem Land und der Ansammlung von Häusern, die als Wohnungen für Bedienstete und Siedler dienen“ hinweist, und aus dem ebenfalls lateinischen Adjektiv GRASSUS, „fett“, bezieht sich auf die Qualität des Landes, das einst vom fruchtbaren Wasser des Po umspült wurde.
Die Ursprünge des Dorfes sind ungewiss, auch wenn das „cortem de Casale Grasso“ kurz vor dem ersten Mal erwähnt wird um das Jahr 1000. In zwei Diplomen von Kaiser Otto III., mit denen es als Besitz der Bischöfe von Savona Bernardo und Giovanni III. bestätigt wurde.
Im Jahr 1309 wurde es von Corrado Doria im Streit zwischen Manfredo IV., Markgraf von Saluzzo, und Philipp, Fürst von Achaia, diesem zugeteilt. Erst im Jahr 1388 erlangte es unter der Herrschaft der Familie Solaro seine Einheit zurück. Zu den Stätten von größtem historisch-künstlerischem Interesse zählen die Pfarrkirche, die San Giovanni Battista gewidmet ist und die alte Kirche der Bruderschaft. Sehenswert ist die Festung Carpenetta mit einem majestätischen viereckigen Turm aus dem 12. Jahrhundert.
Zwischen 1881 und 1950 wurde die Gemeinde von der Straßenbahn Turin-Saluzzo bedient.